# Castello di Silves
Il castello di Silves (in portoghese: Castelo de Silves) è un castello fortificato della città portoghese di Silves, nella regione dell'Algarve.

## Storia
Il castello di Silves fu costruito nel IX secolo a.C. dai fenici, in funzione di scalo commerciale. La città non si chiamò subito Silves, ma l'originale nome fenicio era Cilpes; la cittadina era dedicata alla dea protettrice Astarte, capace di assumere le forme più svariate. Successivamente, Cilpes (Silves) fu conquistata dai romani, che le diedero il nome di Silibis.

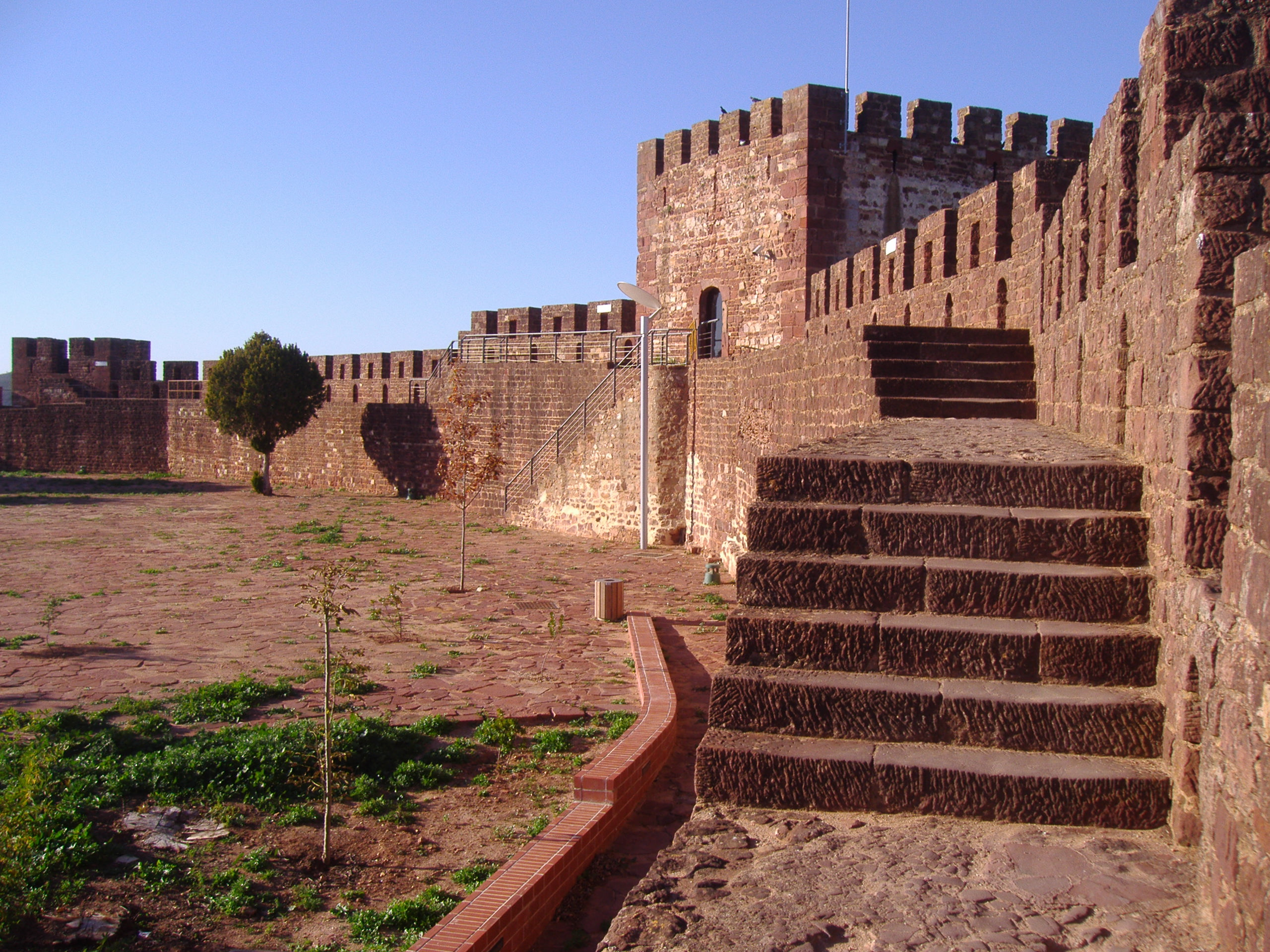
Mura romane nel Castello di Silves

Nell'VIII secolo, Silves fu conquistata ancora una volta, questa volta dagli arabi yemeniti, che la chiamarono Xelb. Sotto gli arabi, il castello subì numerose modifiche, diventando, da umile fortificazione fenicia a sfarzosa residenza del Califfo di Cordova, che denominò la provincia di Silves Al-Ghrāb. Ancora prima della Reconquista spagnola, il re portoghese Sancho I, nel 1189, riuscì ad espugnare la fortezza araba di Xelb grazie all'aiuto di alcuni crociati londinesi. All'indomani dell'assedio, ribattezzò la fortezza chiamandola Silves.

## Architettura
L'enorme castello, con le sue torri merlate e le sue spessissime mura di cinta, risente della straordinaria ingegnosità degli architetti arabi.

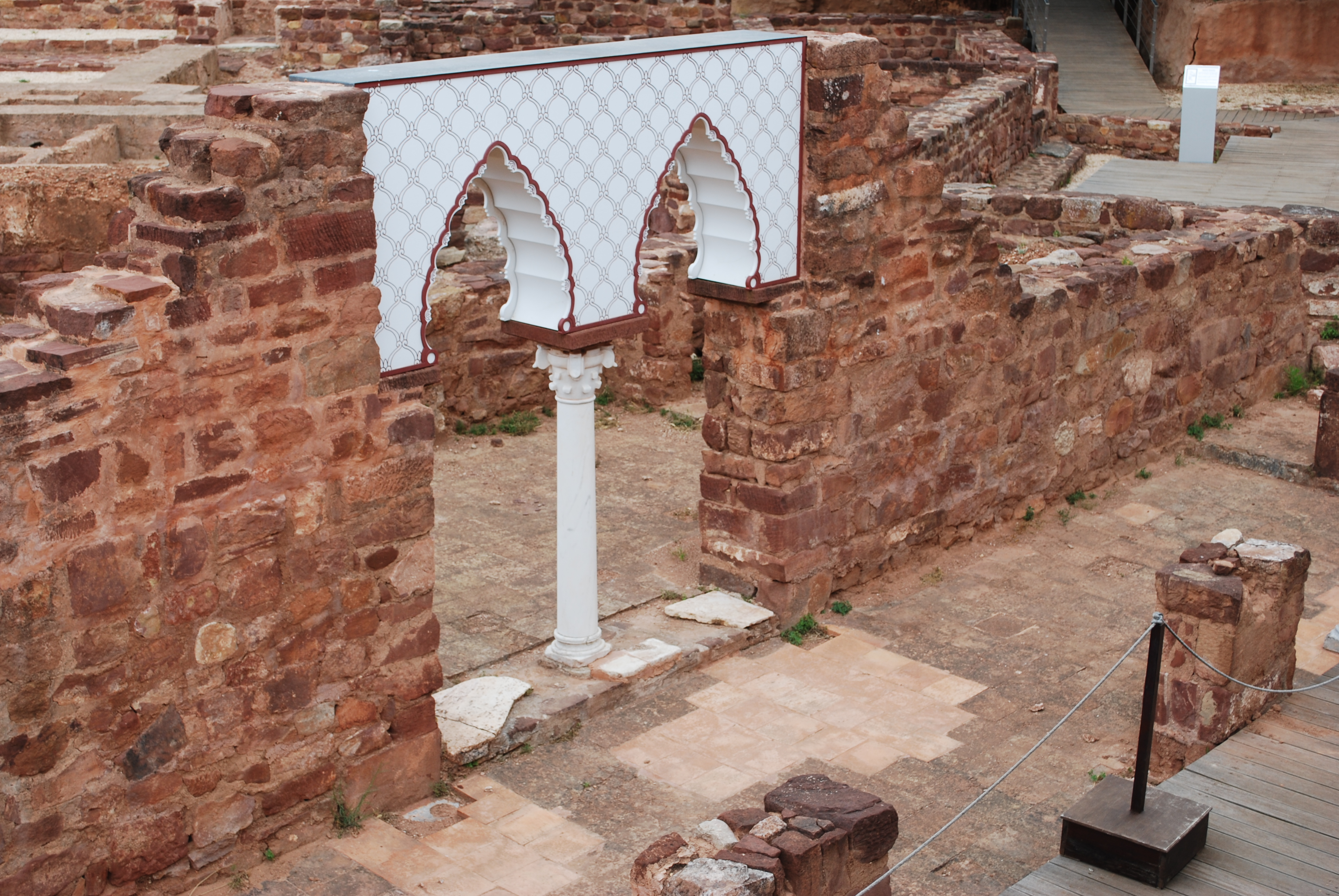
Arco moresco nel Castello di Silves

Sotto le mura esistono numerose gallerie a volta, che fungevano da prigioni o come rifugio per la popolazione e un canale costruito dai romani per attingere alle acque del fiume Arade.